# Bucheon
Bucheon (kor. 부천시) – miasto w Korei Południowej, w prowincji Gyeonggi. W 2005 liczyło 850 731 mieszkańców.

## Miasta partnerskie
- Japonia: Okayama, Kawasaki
- Chińska Republika Ludowa: Harbin
- Rosja: Chabarowsk
- Filipiny: Valenzuela
- Stany Zjednoczone: Bakersfield